# アカハシホウカンチョウ
アカハシホウカンチョウ（赤嘴鳳冠鳥、Crax blumenbachii）は、キジ目ホウカンチョウ科ホウカンチョウ属に分類される鳥類。

## 分布
ブラジル（エスピリトサント州、バイーア州、ミナスジェライス州、リオデジャネイロ州）固有種

## 全長
全長82.5-92.5cm。翼長オス38-39.3cm、メス35-38.5cm。全身が緑色の光沢がある黒い羽毛で被われる。
嘴の色彩は黒い。
卵は長径8.6cm、短径6cmで、卵を覆う殻は白い。オスは腹部と尾羽基部の腹面（下尾筒）が白い羽毛で被われる。下嘴基部には赤やオレンジ色の瘤がある。オスを別種として記載されたためシノニムとされるC. rubrirosrtisの種小名は「赤い嘴の」の意で、和名や英名と同義。メスは上面に腹部と下尾筒が赤褐色の羽毛で被われる。

## 生態
下生えに藪が密生した高木からなる湿潤林に生息する。
食性は植物食傾向の強い雑食で、主に果実を食べるが植物の葉、芽、昆虫などを食べる。
繁殖形態は卵生。1つの巣に2羽のメスが卵を産んだ例もある。1回に2個の卵を産む。

## 人間との関係
開発による生息地の破壊、食用の乱獲などにより生息数は激減している。